# Halden (Blaichach)
Halden (mundartlich: Holdə) ist ein Gemeindeteil in der Gemeinde Blaichach im bayerisch-schwäbischen Landkreis Oberallgäu. 

## Geographie
Das Dorf Halden liegt südlich von Blaichach und nordwestlich am Rand der Kreisstadt Sonthofen.

## Ortsname
Der Ortsname stammt vom mittelhochdeutschen Wort halde für Abhang und bedeutet (Siedlung an/auf dem) Abhang. Historisch kam auch die Bezeichnung Seifriedsberger Halde auf.

## Geschichte
Halden wurde erstmals urkundlich im Jahr 1451 als uff der Halden (ze Sifritsperg) mit 12 rotenfelsischen Eigenleuten genannt.

## Rundfunksender
Der Sender Burgberg/Halden ist ein Füllsender des Bayerischen Rundfunks (BR) für Hörfunk in Halden. Über die Sendeanlage werden die Hörfunkkanäle Bayern 1 (89,1 MHz), Bayern 2 (92,2 MHz), Bayern 3 (96,9 MHz), BR-Klassik (90,2 MHz) und BR24 (107,5 MHz) gesendet. Der Sender wird am 28. Februar 2023 stillgelegt.